# Сасени (Галац)
Сасени (рум. Săseni) насеље је у Румунији у округу Галац у општини Берешти-Мерија. Oпштина се налази на надморској висини од 115 m.

## Становништво
Према подацима из 2002. године у насељу је живело 117 становника, од којих су сви румунске националности.